# (1044) Teutonia
(1044) Teutonia ist ein Asteroid des Hauptgürtels, der am 10. Mai 1924 von dem deutschen Astronomen Karl Wilhelm Reinmuth an der Landessternwarte Heidelberg-Königstuhl der Universität Heidelberg entdeckt wurde.
Der Asteroid wurde auf Vorschlag von Gustav Stracke nach dem Volk der Teutonen benannt.